# Balfour (Carolina del Nord)
Balfour és una concentració de població designada pel cens dels Estats Units a l'estat de Carolina del Nord. Segons el cens del 2000 tenia 1.200 habitants.

## Demografia
Segons el cens del 2000, Balfour tenia 1.200 habitants, 481 habitatges i 320 famílies. La densitat de població era de 251,8 habitants per km².
Dels 481 habitatges en un 22,5% hi vivien nens de menys de 18 anys, en un 50,3% hi vivien parelles casades, en un 12,1% dones solteres, i en un 33,3% no eren unitats familiars. En el 28,5% dels habitatges hi vivien persones soles el 13,9% de les quals corresponia a persones de 65 anys o més que vivien soles. El nombre mitjà de persones vivint en cada habitatge era de 2,26 i el nombre mitjà de persones que vivien en cada família era de 2,75.
Per edats la població es repartia de la següent manera: un 17,8% tenia menys de 18 anys, un 8,1% entre 18 i 24, un 29,3% entre 25 i 44, un 25,7% de 45 a 60 i un 19,3% 65 anys o més.
L'edat mediana era de 42 anys. Per cada 100 dones de 18 o més anys hi havia 111,8 homes.
La renda mediana per habitatge era de 28.889 $ i la renda mediana per família de 40.721 $. Els homes tenien una renda mediana de 28.611 $ mentre que les dones 20.139 $. La renda per capita de la població era de 16.010 $. Entorn del 3% de les famílies i el 5,1% de la població estaven per davall del llindar de pobresa.

## Poblacions més properes
El següent diagrama mostra les poblacions més properes.